# رور لهیکلسی
رور لهیکلسی (انگلیسی: Roar Ljøkelsøy؛ زادهٔ ۳۱ مهٔ ۱۹۷۶) اسکی‌باز پرش اهل نروژ است.